# Bonamia ovalifolia
Bonamia ovalifolia är en vindeväxtart som först beskrevs av Asa Gray, och fick sitt nu gällande namn av Hallier f. Bonamia ovalifolia ingår i släktet Bonamia och familjen vindeväxter. Inga underarter finns listade i Catalogue of Life.